# 熊坂長庵
熊坂 長庵（くまさか ちょうあん、弘化元年（1844年） - 明治19年（1886年）4月29日）は、日本の医師、日本画家、教育者。藤田組贋札事件の犯人とされ、獄死した。戸籍名は「澄（ちょう）」。字は明澄、号は湘川。

## 生涯
相模国愛甲郡熊坂村（後神奈川県愛甲郡中津村、現愛川町中津）の豪農熊坂家の生まれ。江戸で奥原晴湖に師事したと一部ではされているが、長庵と晴湖が江戸にいた時期が異なるため誤伝であると考えられるとする説がある。
小学校訓導を務め、公立小学校救弊館（現愛川町立中津小学校）初代校長。明治15年（1882年）、藤田組贋札事件の犯人として逮捕され、無期徒刑（無期懲役）を受け北海道の樺戸集治監に収監される。その4年後に獄死。長庵は冤罪の疑いが濃いとする説もある。
樺戸集治監近くの曹洞宗北漸寺には「弁天図」が残されている。
長庵も暮らした熊坂家の邸宅はその後、東京裁判で免訴となった大川周明の手に渡り、大川が亡くなるまで居住した。現在「古民家山十邸」として無料公開されている。

## 文献
- 松本清張『相模国愛甲郡中津村』（文藝春秋新社、1964年） - 長庵と藤田組贋札事件をモデルにした短編小説。
- 松本清張『不運な名前 − 藤田組贋札事件』（文藝春秋新社、1982年）- 中編小説。長編『疑惑』の併録作品。